# Eurylabus tristis
Eurylabus tristis là một loài tò vò trong họ Ichneumonidae.